# Фороніди
Фороні́ди (Phoronida) — тип двобічно-симетричних морських тварин. Відомо всього 12 видів з 2 родів, у Чорному морі — Phoronis euxinicola.

## Опис
Тіло (завдовжки 0,6—45 см) червоподібне, міститься всередині хітинової трубочки, яку утворює сама тварина. На передньому кінці тіла є віночок щупальців, за допомогою яких фороніди підганяють до рота їжу (дрібні організми). Кишківник утворює U-подібну петлю і закінчується анальним отвором, розташованим недалеко від рота. Вторинна порожнина тіла складається з 3-х відділів. Розмноження в основному статеве, відомий і поперечний поділ. Розвиток з метаморфозом, личинка (актинотроха) схожа на трохофору.

## Розмноження та розвиток
Роздільностатеві і гермафродити. Розмноження триває з весни по осінь. Запліднення у більшості видів, ймовірно, зовнішньо-внутрішнє (сперматозоїди викидаються у воду і проникають у тіло самки, де відбувається запліднення). З яйця виходить планктонна личинка — актінотроха. Личинка розвивається в товщі води близько 20 днів, потім осідає на дно і всього за 30 хвилин перетворюється на молоду фороніду. Тривалість життя форонід — близько року.
У частини видів описано безстатеве розмноження шляхом поперечного поділу. У Phoronis ovalis при несприятливих умовах і при відкладання яєць відбувається автотомія переднього кінця тіла з лофофором, який згодом регенерує. Відокремлений лофофор плаває в товщі води, потім осідає і виділяє трубку. Можливо, він теж здатний давати нову особину.

## Палеонтологія
Відомих скам'янілостей самих тіл форонід немає.